# Драган Божанић
Драган Божанић (Сарајево, 1948) српски је новинар и дипломата. Бивши је министар спољних послова Босне и Херцеговине.

## Биографија
Драган Божанић рођен је 1948. године у Сарајеву. У родном Сарајеву завршио је основну и средњу школу, а затим је наставио образовање на Филозофском факултету у Сарајеву. Студирао је на Одсјеку југословенске књижевности и српскохрватског језика од септембра 1968. до јуна 1973. године и стекао звање професор југословенске књижевности и српскохрватског језика.
Новембра 1973. године улази у велики информативни систем Радио-телевизије Сарајево и у тој кући остаје до маја 1992. године, односно до избијања грађанског рата у Бих. У том периоду био је новинар, уредник спољнополитичких емисија, уредник емисије Дневник.
У прољеће 1992. године Божанић одлази У Пале гдје је радио у Српској радио-телевизији. Био је уредник дневника, одговорни уредник Студија Сарајево, шеф за међународне односе, вршилац дужности главног и одговорног уредника Телевизије.
Након рата, ушао је у дипломатију и постао први амбасадор БиХ у Јужноафричкој Републици. У министарству спољних послова БиХ ангажован је од марта 2005. године, гдје је још увјек активан.